# Dusona circumspectans
Dusona circumspectans är en stekelart som först beskrevs av Forster 1868.  Dusona circumspectans ingår i släktet Dusona och familjen brokparasitsteklar. Arten är reproducerande i Sverige. Inga underarter finns listade i Catalogue of Life.